# 佐竹義根
佐竹 義根（さたけ よしね、元禄2年閏1月3日（1689年2月22日） - 明和4年閏9月20日（1767年11月11日））は江戸時代中期の仙台藩の天文家、神道家である（仙台藩天文方）。始め長倉義海と名乗る。九吉と称し、春山、秋水、尾斎と号した。
佐竹行義の子義綱の末裔で、長倉一平義敬の子として磐井郡に生まれた。父は佐々木志頭磨の門人であり、義根も書に長けていた。遠藤盛俊に天文暦道を学び、渋川敬也（入間川重恒）の死に伴い天文方渋川家の秘伝書を預かる。渋川敬也の著した『春海先生実記』を校正し、元文4年（1739年）に書状とともに土御門泰邦へ送り直弟となった。その後、土御門泰邦の厚い信頼を受け天文生となった。宝暦3年（1753年）、土御門泰邦より戸板保佑と共に改暦へ参加するよう要請を受けるが、病気のため辞退している。